# François Cressent
François Cressent, né à Amiens le 5 novembre 1663 et mort à Paris en 1755, est un sculpteur français.

## Biographie
François Cressent est issu d'une famille de menuisiers ébénistes originaire d'Airaines. Son père, Charles Cressent, maître menuisier, se fixa à Amiens.
Formé par son père, à 15 ans, en 1679, François Cressent fut reçu maître sculpteur. Il se maria à 20 ans avec Madeleine Bocquet. Ils eurent quatorze enfants dont quatre survécurent parmi lesquels, Charles Cressent, le célèbre ébéniste.
Habile sculpteur, François Cressent obtint rapidement de nombreuses commandes. Il se spécialisa dans la sculpture sur bois mais pas seulement. Il devint en 1708 syndic du corps des sculpteurs d'Amiens. Il décora de boiseries sculptées, de statues, d'autels, de lambris, les églises et abbayes d'Amiens et des environs. Il réalisa également des monuments funéraires. Il travailla aussi pour de grands personnages comme le cardinal de Polignac et le marquis d'Esclainvillers pour lequel il décora de sculptures le grand salon de son château de Folleville et réalisa la sculpture des armoiries du marquis sur la porte principale.
Il réalisa, en outre, de petits Christ en bois qui ornèrent les établissements religieux et la demeure de notables amiénois.
Devenu veuf, il alla vivre à Paris, chez son fils Charles. Il y mourut à une date incertaine 1746? 1749? 1755?

## Œuvre
- Collégiale Saint-Vulfran d'Abbeville: monument funéraire de Martin Galand, provenant de l'Oratoire d'Amiens.
- Boiseries du couvent des célestins (vers 1705) réintégrées dans les bâtiments du palais de justice d'Amiens.
- Cathédrale d'Amiens: statue de sainte Geneviève, monuments funéraires du chevalier Charles de Vitry et du chanoine Jean-Baptiste Picquet de Dourier.
- Le mausolée d'Adrien Creton.
- Église Saint-Leu d'Amiens: statue de Saint Jean-Baptiste
- Église Saint-Antoine de Conty: statues de la Vierge à l'Enfant, Saint Joseph, Sainte Thérèse, Saint Jean de la Croix, provenant du couvent des carmes d'Amiens.
- Église de Frémontiers, deux petits anges

## Pour approfondir